# Romana Tedjakusuma
Romana Tedjakusuma (née le 24 juillet 1976) est une joueuse de tennis indonésienne, professionnelle depuis le début des années 1990.
Pendant sa carrière, elle a gagné un tournoi en double dames sur le circuit WTA.

## Palmarès

### Titre en double dames
| No | Date       | Nom et lieu du tournoi | Catégorie | Dotation  | Surface    | Partenaire   | Finalistes                  | Score   |          |
| -- | ---------- | ---------------------- | --------- | --------- | ---------- | ------------ | --------------------------- | ------- | -------- |
| 1  | 07/11/1994 | Wismilak Open Surabaya | Tier IV   | 100 000 $ | Dur (ext.) | Yayuk Basuki | Kyoko Nagatsuka Ai Sugiyama | Forfait | Parcours |

### Finale en double dames
Aucune

## Parcours en Grand Chelem

### En simple dames
| Année | Open d'Australie | Open d'Australie | Internationaux de France | Internationaux de France | Wimbledon | Wimbledon | US Open         | US Open        |
| 1994  | 3e tour (1/16)   | Manuela Maleeva  | 1er tour (1/64)          | Natasha Zvereva          | -         | -         | 1er tour (1/64) | Judith Wiesner |

À droite du résultat, l’ultime adversaire.

### En double dames
N'a jamais participé à un tableau final.

## Parcours aux Jeux olympiques

### En double dames
| # | Date       | Nom de l'olympiade      | Surface    | Résultat      | Partenaire   | Ultimes adversaires        | Score    |          |
| - | ---------- | ----------------------- | ---------- | ------------- | ------------ | -------------------------- | -------- | -------- |
| 1 | 23/07/1996 | Summer Olympics Atlanta | Dur (ext.) | 2e tour (1/8) | Yayuk Basuki | Jana Novotná Helena Suková | 6-2, 6-3 | Parcours |

## Parcours en Coupe de la Fédération
| #                                                                        | Date       | Lieu      | Surface      | Gagnante(s)                              | Perdante(s)                          | Score          |          |
|                                                                          |            |           |              |                                          |                                      |                |          |
| 1992 - 1er tour (groupe mondial) - Japon - Indonésie - 2 : 1             |            |           |              |                                          |                                      |                |          |
| 1                                                                        | 13/07/1992 | Francfort | Terre (ext.) | Mana Endo                                | Romana Tedjakusuma                   | 6-2, 7-66      | Parcours |
|                                                                          |            |           |              |                                          |                                      |                |          |
| 1992 - Barrage (groupe mondial I) - Indonésie - Mexique - 1 : 2          |            |           |              |                                          |                                      |                |          |
| 2                                                                        | 16/07/1992 | Francfort | Terre (ext.) | Lupita Novelo                            | Romana Tedjakusuma                   | 6-3, 7-64      | Parcours |
|                                                                          |            |           |              |                                          |                                      |                |          |
| 1993 - 1er tour (groupe mondial) - Pologne - Indonésie - 1 : 2           |            |           |              |                                          |                                      |                |          |
| 3                                                                        | 19/07/1993 | Francfort | Terre (ext.) | Romana Tedjakusuma                       | K. Teodorowicz                       | 6-3, 6-2       | Parcours |
| 3                                                                        | 19/07/1993 | Francfort | Terre (ext.) | Yayuk Basuki Romana Tedjakusuma          | Magdalena Feistel K. Teodorowicz     | 6-4, 6-1       | Parcours |
|                                                                          |            |           |              |                                          |                                      |                |          |
| 1993 - 2e tour (groupe mondial) - Espagne - Indonésie - 3 : 0            |            |           |              |                                          |                                      |                |          |
| 4                                                                        | 21/07/1993 | Francfort | Terre (ext.) | Conchita Martínez                        | Romana Tedjakusuma                   | 6-1, 6-1       | Parcours |
| 4                                                                        | 21/07/1993 | Francfort | Terre (ext.) | Virginia Ruano Cristina Torrens          | Romana Tedjakusuma Suzanna Wibowo    | 7-63, 4-6, 6-3 | Parcours |
|                                                                          |            |           |              |                                          |                                      |                |          |
| 1994 - 1er tour (groupe mondial) - Taïwan - Indonésie - 1 : 2            |            |           |              |                                          |                                      |                |          |
| 5                                                                        | 19/07/1994 | Francfort | Terre (ext.) | Romana Tedjakusuma                       | Weng Tzu-Ting                        | 7-66, 6-1      | Parcours |
| 5                                                                        | 19/07/1994 | Francfort | Terre (ext.) | Yayuk Basuki Romana Tedjakusuma          | Jane Chi Wang Shi-Ting               | 6-4, 6-4       | Parcours |
|                                                                          |            |           |              |                                          |                                      |                |          |
| 1994 - 2e tour (groupe mondial) - Bulgarie - Indonésie - 3 : 0           |            |           |              |                                          |                                      |                |          |
| 6                                                                        | 21/07/1994 | Francfort | Terre (ext.) | Katerina Maleeva                         | Romana Tedjakusuma                   | 6-2, 6-1       | Parcours |
| 6                                                                        | 21/07/1994 | Francfort | Terre (ext.) | Lioubomira Batcheva Svetlana Krivencheva | Natalia Soetrisno Romana Tedjakusuma | 6-1, 6-3       | Parcours |
|                                                                          |            |           |              |                                          |                                      |                |          |
| 1995 - 1/4 de finale (groupe mondial II) - Indonésie - Argentine - 2 : 3 |            |           |              |                                          |                                      |                |          |
| 7                                                                        | 22/04/1995 | Jakarta   | Dur (ext.)   | Gabriela Sabatini                        | Romana Tedjakusuma                   | 7-5, 6-2       | Parcours |
| 7                                                                        | 22/04/1995 | Jakarta   | Dur (ext.)   | Florencia Labat                          | Romana Tedjakusuma                   | 6-3, 6-2       | Parcours |
| 7                                                                        | 22/04/1995 | Jakarta   | Dur (ext.)   | Gabriela Sabatini Patricia Tarabini      | Yayuk Basuki Romana Tedjakusuma      | 6-4, 6-73, 6-3 | Parcours |
|                                                                          |            |           |              |                                          |                                      |                |          |
| 1995 - Barrage (groupe mondial II) - Italie - Indonésie - 2 : 3          |            |           |              |                                          |                                      |                |          |
| 8                                                                        | 22/07/1995 | Salerne   | Terre (ext.) | Silvia Farina                            | Romana Tedjakusuma                   | 6-4, 6-0       | Parcours |
| 8                                                                        | 22/07/1995 | Salerne   | Terre (ext.) | A. Serra Zanetti                         | Romana Tedjakusuma                   | 7-64, 6-3      | Parcours |
| 8                                                                        | 22/07/1995 | Salerne   | Terre (ext.) | Yayuk Basuki Romana Tedjakusuma          | Silvia Farina A. Serra Zanetti       | 7-64, 6-1      | Parcours |
|                                                                          |            |           |              |                                          |                                      |                |          |
| 1996 - 1/4 de finale (groupe mondial II) - Indonésie - Belgique - 0 : 5  |            |           |              |                                          |                                      |                |          |
| 9                                                                        | 27/04/1996 | Jakarta   | Dur (ext.)   | Sabine Appelmans                         | Romana Tedjakusuma                   | 6-1, 6-0       | Parcours |
| 9                                                                        | 27/04/1996 | Jakarta   | Dur (ext.)   | Dominique Monami                         | Romana Tedjakusuma                   | 6-2, 6-0       | Parcours |
|                                                                          |            |           |              |                                          |                                      |                |          |
| 1996 - Barrage (groupe mondial II) - Indonésie - Suisse - 2 : 3          |            |           |              |                                          |                                      |                |          |
| 10                                                                       | 13/07/1996 | Jakarta   | Dur (ext.)   | Martina Hingis Patty Schnyder            | Yayuk Basuki Romana Tedjakusuma      | 6-3, 6-2       | Parcours |
|                                                                          |            |           |              |                                          |                                      |                |          |
| 2001 - Barrage (groupe mondial I) - Autriche - Indonésie - 3 : 2         |            |           |              |                                          |                                      |                |          |
| 11                                                                       | 21/07/2001 |           | Terre (ext.) | Romana Tedjakusuma                       | Barbara Schwartz                     | 7-5, 2-2, ab.  | Parcours |
|                                                                          |            |           |              |                                          |                                      |                |          |
| 2005 - 1er tour (groupe mondial II) - Allemagne - Indonésie - 4 : 1      |            |           |              |                                          |                                      |                |          |
| 12                                                                       | 23/04/2005 | Essen     | Terre (ext.) | Anca Barna                               | Romana Tedjakusuma                   | 6-4, 6-3       | Parcours |
| 12                                                                       | 23/04/2005 | Essen     | Terre (ext.) | Wynne Prakusya Romana Tedjakusuma        | Sandra Klösel Julia Schruff          | 7-65, 6-4      | Parcours |
|                                                                          |            |           |              |                                          |                                      |                |          |
| 2005 - Barrage (groupe mondial II) - Porto Rico - Indonésie - 1 : 4      |            |           |              |                                          |                                      |                |          |
| 13                                                                       | 09/07/2005 | Salinas   | Dur (ext.)   | Kristina Brandi                          | Romana Tedjakusuma                   | 6-4, 6-3       | Parcours |
| 13                                                                       | 09/07/2005 | Salinas   | Dur (ext.)   | Romana Tedjakusuma                       | Vilmarie Castellvi                   | 6-2, 6-2       | Parcours |
|                                                                          |            |           |              |                                          |                                      |                |          |
| 2006 - 1er tour (groupe mondial II) - Indonésie - Chine - 0 : 4          |            |           |              |                                          |                                      |                |          |
| 14                                                                       | 22/04/2006 | Jakarta   | Dur (ext.)   | Peng Shuai                               | Romana Tedjakusuma                   | 2-6, 6-4, 6-0  | Parcours |
| 14                                                                       | 22/04/2006 | Jakarta   | Dur (ext.)   | Li Na                                    | Romana Tedjakusuma                   | 6-3, 6-4       | Parcours |

## Classements WTA en fin de saison

### En simple
| Année | 1991 | 1992 | 1993 | 1994 | 1995 | 1996 | 1997 | 1998 | 1999 | 2000 | 2001 | 2002 | 2003 | 2004 | 2005 | 2006 | 2007 | 2008 | 2009 | 2010 | 2011 | 2012 |
| Rang  | 626  | 474  | 129  | 147  | 459  | -    | -    | -    | -    | -    | 286  | -    | -    | -    | 355  | 329  | 268  | 372  | 635  | -    | 653  | 464  |

Source : (en) « Classements de Romana Tedjakusuma », sur le site officiel du WTA Tour

### En double
| Année | 1991 | 1992 | 1993 | 1994 | 1995 | 1996 | 1997 | 1998 | 1999 | 2000 | 2001 | 2002 | 2003 | 2004 | 2005 | 2006 | 2007 | 2008 | 2009 | 2010 | 2011 | 2012 |
| Rang  | 595  | 336  | 251  | 138  | 311  | -    | -    | -    | -    | -    | 445  | -    | -    | -    | 217  | 254  | 260  | 215  | 260  | -    | 799  | 1117 |

Source : (en) « Classements de Romana Tedjakusuma », sur le site officiel du WTA Tour